# Закон Кальдероли
Закон Кальдероли (итал. Legge Calderoli) — итальянский закон № 270 от 21 декабря 2005 года «Об изменении порядка выборов Палаты депутатов и Сената Республики» (итал. Modifiche alle norme per l'elezione della Camera dei deputati e del Senato della Repubblica), получивший в прессе широко распространённое название по имени его автора, министра институциональных реформ в правительстве Берлускони Роберто Кальдероли. В прессе также используется введённое политологом Джованни Сартори жаргонное наименование Porcellum — «латинизированный» вариант грубого итальянского определения «una porcata» («свинство», «дрянь», «барахло») и в то же время — аналогия с шутливым прозвищем итальянской избирательной системы 1993 года Mattarellum («пущенное в оборот» тем же Сартори).

## История
Закон полностью изменил смешанную пропорционально-мажоритарную избирательную систему Италии, установленную законами № 276 и 277 от 4 августа 1993 года — так называемый «закон Маттареллы» (назван в честь основного разработчика, впоследствии — заместителя председателя правительства Серджо Маттареллы). Избирательная система Италии вновь стала строиться исключительно на принципе пропорционального голосования.
4 декабря 2013 года Конституционный суд принял решение об отмене ряда положений «закона Кальдероли», а именно: о «бонусе большинства» (предоставление партии или коалиции, получившей относительное большинство голосов избирателей «бонусных» мест с целью обеспечения их абсолютного большинства) и невозможности преференциального голосования (голосования за конкретного кандидата в партийном списке с тем, чтобы места в списке распределялись в соответствии с волеизъявлением избирателей) — поступивший в Палату депутатов законопроект о новой избирательной системе сразу был прозван l’Italicum.
4 мая 2015 года Палата депутатов Италии проголосовала за новый избирательный закон

## Основные положения
- Закрытые партийные списки (liste bloccate), то есть избиратель голосует за список в целом, не имея возможности выказать своё предпочтение к отдельным кандидатам из списка, места в котором распределяются партийным руководством.
- Бонус большинства (premio di maggioranza) — то есть право партии или коалиции, собравшей любое относительное большинство голосов на выборах, на дополнительные («бонусные») депутатские места в количестве, необходимом для обеспечения этой партии или коалиции абсолютного большинства. На выборах в Палату депутатов для получения такого бонуса требуется относительное большинство голосов по общенациональному избирательному округу, за исключением автономных областей Валле-д’Аоста и Трентино — Альто-Адидже, а также региона Молизе (Ст. 57, п. 1 Конституции Италии); на выборах в Сенат — относительное большинство необходимо получить в региональном избирательном округе.
- Ясные политические программы, лидеры и символика, возможность создания коалиций, дающие избирателю возможность делать осознанный выбор между различными политическими силами. Лидеры партий и коалиций де-юре не являются официальными кандидатами на должность председателя Совета министров Италии, поскольку его назначает президент Республики после консультаций с лидерами парламентского большинства.
- Процентный барьер
  - Процентный барьер для прохождения в Палату депутатов установлен на уровне минимум 4 % для партий и 10 % — для коалиций. При этом партии, входящие в коалиции, для получения парламентских мест должны набрать не менее 2 % голосов, а одна партия из числа не прошедших этот барьер также допускается в парламент — так называемое правило «лучшего неудачника» (miglior perdente).
  - Процентный барьер для прохождения в Сенат составляет 8 % для партий и 20 % — для коалиций; для партий, состоящих в коалициях — 3 %. Количество мест, предоставляемых в Сенате регионам, прямо пропорционально их населению.
  - Привилегии национальных меньшинств — партии национальных меньшинств для прохождения в Палату депутатов должны получить не менее 20 % голосов в своих округах. В Сенате 6 из 7 мест, предназначенных для представителей Трентино — Альто-Адидже, занимаются по итогам голосования в одномандатных округах по мажоритарной системе в этом регионе.
- Зарубежный избирательный округ — впервые создан отдельный округ для голосования итальянцев, проживающих за границей. В Палате депутатов 5 мест предоставлены Европе, 4 — Южной Америке, 2 — Северной и Центральной Америке, 1 — для всех остальных территорий. В Сенате 2 места выделены Европе, 2 — Южной Америке, 1 — Северной и Центральной Америке 1 — Африке, Азии, Океании и Антарктиде.